# 오버발트
오버발트(Oberwald)는 스위스 발레주의 곰스(Goms)구에 있는 오버곰스 시정촌에 있는 마을이다.
해발 1,377m에 위치하고 있으며, 2007년 12월 인구는 277명이었다. 론 빙하의 론강 수원 아래, 푸르카 고개와 그림젤 고개를 지나기 직전에 곰스 끝자락에 위치하고 있다. 푸르카 터널의 시작점이기도 하다. 대부분의 주민들은 관광업이나 양 사육으로 생활한다.
오버발트는 2009년 1월 1일까지 독립적인 시정촌이었으며, 울리헨과 오버게스텔른(Obergesteln)과 합병하여 오버곰스 시정촌을 형성했다.

## 지리
오버발트는 곰스의 시작 부분에 있는 첫 번째 마을이다. 푸르카 고개와 그림젤 고개 기슭에 있다. 일년 내내 사람이 거주하지 않는 글레치의 작은 마을과 론 빙하도 오버발트의 이전 시정촌 지역에 있다.
오버발트는 약 100km의 로이페 곰스(Loipe Goms) 크로스컨트리 스키 트레일의 출발점이다. 여기가 푸르카 터널을 통과하는 자동차 열차가 시작되고, 끝나는 곳이다. 오버발트 주민들은 주로 관광업과 가축 사육으로 생활을 한다.